# シボンエンタープライズ
シボンエンタープライズ株式会社 (Shibon Enterprise Inc.) は、日本のTV番組や舞台芸術に於ける企画・制作協力業務を主体に行う会社。番組制作プロデューサーで社団法人東京国際文化交流協会・代表理事の張志凡が代表を務める。
NHK BSプレミアムの「世界遺産」やTBS系列の世界ウルルン滞在記や世界・ふしぎ発見!などの企画・制作に携わっている他、人間国宝・野村万作の歌舞伎訪中公演などを企画制作している。中国新規進出事業へのコンサルティング業務も行なっている。2000年に北京・上海・成都に事務所を開設。

## 沿革
- 1994年4月 東京都世田谷区成城にて螢舎国際芸術文化交流開設（現：螢舎国際交流）
- 1996年1月 シボンエンタープライズ有限会社設立。
- 1997年4月 上記住所より本店移転。
- 2000年3月 北京・上海・成都事務所開設。
- 2003年4月 シボンエンタープライズ株式会社に変更。[5]

## 主要制作協力番組
- NHK BSプレミアム「世界遺産」[6]
- NHK「The☆STER」主演・谷村新司
- NHK「東京カワイイ★TV」
- TBS「世界・ふしぎ発見!」 [7]
- テレビ朝日「世界遺産」
- MBS制作・TBS系列「世界ウルルン滞在記」

### 主要制作舞台公演
- 千手観音「新作・My Dream」[8]
- 日本伝統芸能「狂言」訪中公演[9]
- 上海話劇センター「人頭狗様」訪日公演[10]